# 청풍김문 영모단
청풍김문 영모단은 충청북도 청주시 흥덕구에 있다. 2015년 4월 17일 청주시의 향토유적 제89호로 지정되었다.

## 개요
청풍김씨가 탑연리에 세거한 사실을 증명하는 자료이다.